# Ярыгино (Пермский край)
Ярыгино — деревня в Кунгурском районе Пермского края в составе Насадского сельского поселения.

## География
Деревня находится в северной части Кунгурского района менее чем в 4 километрах от села Насадка на юго-восток.

## Климат
Климат умеренно-континентальный с продолжительной снежной зимой и коротким, умеренно-теплым летом. Средняя температура июля составляет +17,8 0С, января −15,6 0С. Среднегодовая температура воздуха составляет +1,3°С. Средняя продолжительность периода с отрицательными температурами составляет 168 дней и продолжительность безморозного периода 113 дней. Среднее годовое количество осадков составляет 539 мм.

## История
Деревня известна с 1712 года как деревня Ярыгино Поле. 

## Население
Постоянное население составляло 11 человек в 2002 году (100% русские), 12 человек в 2010 году.